# Jenakijeve
Jenakijeve (Oekraïens: Єнакієве) is een stad en gemeente in de Oekraïense oblast Donetsk. Sinds de Russisch-Oekraïense Oorlog, wordt de stad de facto bestuurd door de door Rusland gecontroleerde volksrepubliek Donetsk.
In 2021 telde Jenakijeve 77.053 inwoners.
Jenakijeve is een belangrijk centrum van kolenmijnbouw, metallurgie en chemische industrie. Ongeveer 86 % van de bevolking spreekt Russisch; Oekraïens wordt hier door een minderheid van de bevolking gesproken.

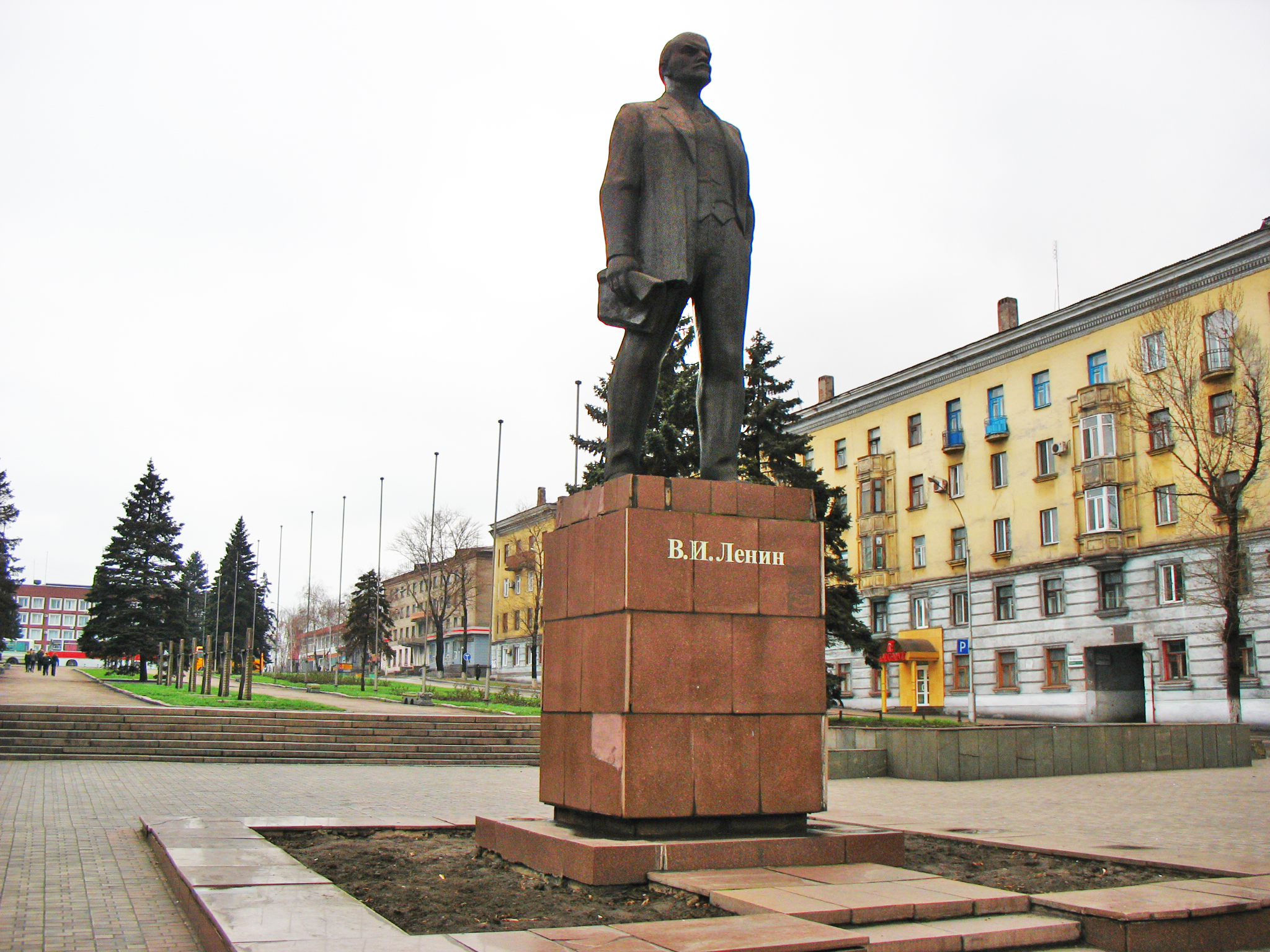
Lenin-plein in Jenakijeve

## Geschiedenis
In 1858 werd op de plaats van de huidige stad een experimentele metaalfabriek geopend. In 1895 werd de metallurgische combinatie Petrovskij gevestigd, de bijbehorende arbeidersnederzetting kreeg in 1898 ter ere van de oprichter de naam Jenakijeve. Van 1923 tot 1936 heette de stad Rykovo en van 1936 tot 1944 Ordsjonikidse (respectievelijk ter ere van de Sovjet-functionarissen Aleksej Rykov en Grigori Ordzjonikidze). In 1932 werd in de stad het tramvervoer in gebruik genomen, wat nog steeds functioneert. Van 1 november 1941 tot 3 september 1943 waren de stad en omgeving bezet door Duitse troepen.
In september 1979 werd in de steenkoolmijn "Junij Komunar" een onderaardse nucleaire explosie teweeggebracht, met een kracht van 0,3 TNT. Bedoeling was om de spanning op de gesteentemassa's te verlagen om de veiligheid bij de kolenwinning te verbeteren. In het jaar 2002 werd deze mijn gesloten. Milieubeschermers achten gevaar aanwezig van radio-actieve besmetting van grondwater, omdat na de oorlogshandelingen van 2014 het wegpompen van water uit de mijn geen doorgang meer vindt. In 2018 werd door hen gewaarschuwd voor deze besmetting als er water uit de mijnschachten gaat stromen.
In de zomer van 2014 werd in de stad gevochten in verband met de oorlog in Oost-Oekraïne, daarna kwam de stad onder controle van de separatisten van de volksrepubliek Donetsk.

## Economie
Jenakijeve is een belangrijk regionaal centrum van steenkoolwinning, ijzer- en staalindustrie en chemische industrie. De wat verouderde complexen veroorzaken soms ongelukken zoals de gasexplosie in een kolenmijn in juni 2008.
Voorts zijn er ondernemingen op het gebied van machinebouw, voedingsindustrie en textiel- en kledingproductie.

## Bevolking

### Bevolkingsontwikkeling
Onderstaande tabel geeft het aantal inwoners van de stad, dat vanaf omstreeks 1990 dalende is.
| 1923   | 1926   | 1939   | 1959   | 1970   | 1979    | 1989    | 2001    | 2005   | 2016   | 2019   |
| ------ | ------ | ------ | ------ | ------ | ------- | ------- | ------- | ------ | ------ | ------ |
| 13.749 | 24.291 | 88.566 | 92.306 | 92.131 | 114.163 | 120.332 | 103.997 | 96.616 | 79.409 | 77.968 |

Onderstaande tabel betreft het totaal aantal inwoners van de gemeente in het jaar 2001, inclusief voorsteden en bijbehorende dorpen, van in totaal 162.778 personen. De dagelijkse spreektaal is voor 85% van de inwoners het Russisch en voor 14% het Oekraïens.
| Etnische groep | aantal | 2001 (%) |
| -------------- | ------ | -------- |
| Russen         | 83.726 | 51.4     |
| Oekraïners     | 73.675 | 45.3     |
| Wit-Russen     | 1.777  | 1.1      |
| Armeniërs      | 587    | 0.4      |
| Azerbeidzjani  | 366    | 0.2      |
| Joden          | 291    | 0.2      |

## Geboren
- Anatolij Polivoda (1947-2024), basketbalspeler
- Volodymyr Trosjkin (1947-2020), voetballer en voetbaltrainer
- Viktor Janoekovytsj (1950), premier van Oekraïne en president van Oekraïne (2010-2014)